# Ivan Aguéli
Ivan Aguéli (nascido John Gustaf Agelii ; 24 maio de 1869- 1 de outubro de 1917), também conhecido como Sheikh 'Abd al-Hadi Aqhili (em árabe: شيخ عبد الهادی عقیلی) após sua conversão ao Islã, foi um pintor e pensador perenialista sueco. Sua obra foi influenciada por Ibn Arabi.

## Vida
Depois de viver em Estocolmo, mudou-se para Paris na década de 1890; ele também viveria no Cairo e em Colombo (Sri Lanka). 
Aguéli foi militante da causa animal. Em junho de 1900, auxiliado pela poetisa e ativista Marie Huot, Ivan Aguéli ataca dois toureiros com tiros de revólver durante uma tourada ilegalmente realizada em Deuil, na região de Paris 5, um ataque que faz parte de um movimento de oposição às touradas que afeta os círculos republicanos radicais desde a década de 1850. Um dos dois matadores é ferido sem ferimentos graves, e este ataque leva Ivan Aguéli à prisão.
Aguéli também é conhecido por ter introduzido René Guénon ao Sufismo e despertado seu interesse pelo Islã por volta de 1910. Nesse período, fundou a Sociedade Al Akbariyya em Paris.
Seu trabalho como pintor pode ser descrito como uma forma de impressionismo; exerceu uma influência importante na arte contemporânea sueca.